# 正木龍樹
正木龍樹（まさきたつき、1941年8月3日 - 2016年7月2日）は、日本の総会屋。論談同友会創設者。

## 経歴

### 生い立ち
1941年（昭和16年）8月3日、海軍軍人だった父が勤務する岩国海軍航空隊のあった山口県岩国市で誕生。
終戦後、1946年（昭和21年）から有名な広島西遊郭のあった小網町（上舟入町）に住んでいた。
1957年、中学3年生のときに売春防止法が施行されてから、3年ぐらいで舟入南町に移った。

### 論談同友会設立
1966年（昭和41年）10月に上京して、1967年（昭和42年）11月に論談同友会を創立した。
会員が多くなってくると、収入をA、B、C、D、と分けて下から上へと持ち上げていった。
先輩が後輩の面倒を看ることになる。論談は他の総会屋との接触を禁じていた。
人が集まりが世の中の裏や表を知ってくると、人間が汚くなるのを多く見てきたからである。総会屋の世界は離合集散の激しい世界だ。
連絡事項は厳格で、それは正木が最も気を付けたところであった。
朝礼と夕礼の二回は必ず参加で勉強会をしていた。
論談同友会は他の総会屋とは違う人間集団（組織）を目指していた。
会員は純粋一途で私生活も真面目であったため正木塾とも言われた。
三越（社長追放劇）、日本カーボン（専務の犯罪を総会で暴いた）、ソニー（長時間総会）、CSK、伊勢丹などの株主総会で活躍。
論談同友会の会員は一番多い時期には約50人位は（総会屋は一匹狼）いた。
JALの株は150万株（株主提案権5個）持っていた。
「楼蘭」でのノーパンしゃぶしゃぶ事件の顧客名簿が論談ホームページ上で公表され大きな話題となった。平素の行動から業界人からは、組織の「論談」と言われていた。総会屋が最盛期の時代、ジャーリストが日本最大の総会屋集団と名付けた。
現代アート展、JALカップポロトーナメント（1995年、1996年、1997年、英国）、日動火災カップくりくり少年野球選手権、ザ・サンヨー・カップ（1997年、1998年、英国）　JALカップレコパ・サウスアメリカ（1994年、1995年、1996年、1997年、日本）等、数々のスポーツイベントに貢献している。
中国国営テレビでソニー提供「日本語教育講座」を2年間放送した。
海外での株主総会発言を始めた。
- 1981年（昭和56年）3月31日（オランダ、ロッテルダム市ロベコ（英語版）社：二宮紘一、熊本泰仁 － 以後17年間に70数社、延べ約180人発言）
- 1995年（平成7年）6月9日  （米国ジョージア州アトランタ）「CNN」株主総会 － 米国の世界的なニュース専門テレビ局【日本の一斉株主総会の異常さを世界に報道してもらえるようターナー会長に総会場で訴えた：山本 俐、神山一馬】

北京大学図書館「名誉顧問」になる。北京大学図書館へ中国古代文献を寄贈した。
北京大学「教育貢献賞」を授与される。北京大学名誉校友の称号を授与される。
中華社会大学「正木龍樹奨学金 （于陸琳学長 - 陳雲の義妹）」を設立。

## 書籍・参考文献
- 大下英治著 『日本最大の総会屋「論談」を支配した男』青志社、2014年6月　ISBN 9784905042884
- 大下英治著 「経済マフィア ― 昭和闇の支配者〈5巻〉」 大和書房、2006年8月　ISBN 978-4479300427
- 大下英治著 「十三人のユダ」 新潮社、（三越事件）1989年5月　ISBN 9784101154114
- 清水一行著 「ダイヤモンドの兄弟」 徳間書店、（日本カーボン事件）1987年3月　ISBN 9784041463758
- インタビュー・山岡俊介「別冊宝島BIZ　FileNo.007　堕ちた経営者」171頁～191頁　宝島社 1999年3月
- 「別冊宝島Real077　財務省の闇」92頁～105頁　宝島社 2016年1月　ISBN 978-4-8002-5059-9